# Poppo I di Würzburg
Poppo I (... – 14/15 gennaio 961) fu cancelliere reale dal 931 al 940 e vescovo di Würzburg dal 941 alla sua morte.

## Biografia
Era fratello dell'arcivescovo Enrico I di Treviri († 964) e probabilmente figlio del conte Enrico, della stirpe francone dei Popponidi; un altro fratello fu probabilmente Bertoldo di Schweinfurt, il potente conte della Franconia orientale.
Poiché sua zia Hathui era la nonna del re Ottone I, Flodoardo di Reims si riferì al fratello di Poppo, Enrico, come propinquus (parente) del re. Probabilmente anche grazie a questa parentela, Poppo fu cancelliere dal 931 al 940 e vescovo di Würzburg dal 941.
Già nel 940 Poppo ricevette il diritto di eleggere il vescovo stesso per la sua diocesi. Poppo promosse la neonata scuola della cattedrale nominando Stefano di Novara come maestro di scuola, il che fece sì che il fratello di Poppo, Enrico, e il suo compagno di studi Volfgango, che in seguito divenne vescovo di Ratisbona, lasciassero il monastero di Reichenau  per continuare la loro educazione a Würzburg.